# 武皇后 (莫宣宗)
武皇后（越南语：／，？—1592年），姓武氏（越南语：／），越南莫朝皇后，莫宣宗之妻。
武氏早年事蹟不詳，但能確定她被莫宣宗莫福源立為皇后。淳福帝莫茂洽繼位後，尊她為皇太后。後來1592年莫茂洽讓位給兒子莫全時，武氏被後黎朝軍隊所擒，至菩提時她就因為太憂心而去世。